# 霍普敦

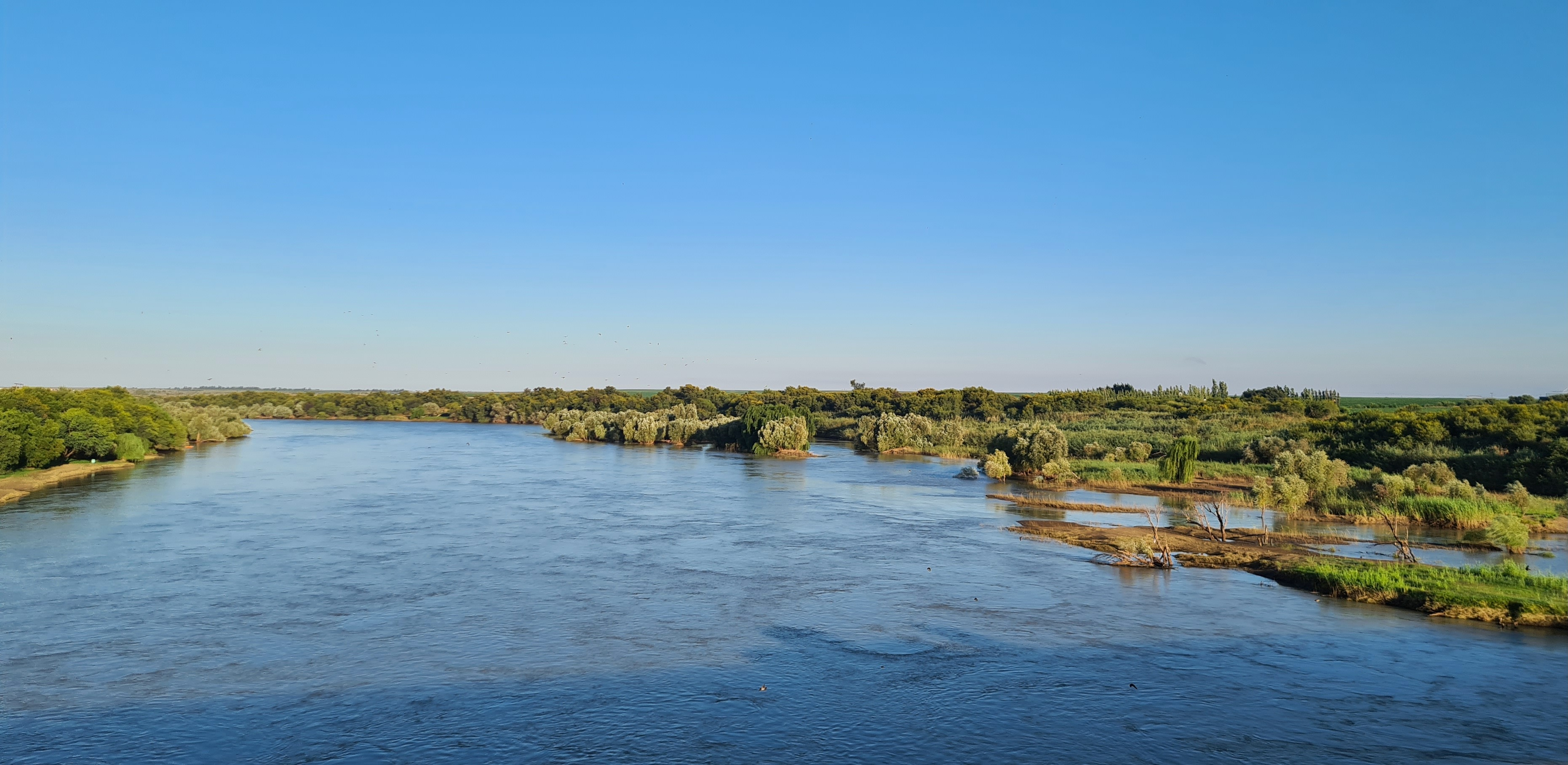
流經霍普敦郊區的奥兰治河

霍普敦（Hopetown）是南非的城鎮，位於該國中部，由北開普省負責管轄，距離金伯利121公里，始建於1850年，面積190.21平方公里，2001年人口8,048，人口密度每平方公里42人。